# Lacul Morii

Stăvilarul Ciurel care permite golirea Lacului Morii

Placă memorială montată pe stăvilarul Ciurel

Lacul Morii este un lac de acumulare de pe râul Dâmbovița, format de acest râu în spatele barajului Ciurel din municipiul București, baraj executat în principal pentru protecția municipiului împotriva inundațiilor. 
Lucrările la lac au început în iulie 1985 iar 21 august 1986, a fost închis stăvilarul Ciurel și apele Dâmboviței au început să se adune în spatele zăgazurilor din pământ și beton.
Este cel mai mare lac din București, cu o suprafață de 246 ha. Lacul se află la circa 6 km de centrul orașului și este situat între: cartierul Crângași la est și sud-est, cartierul Giulești la nord și nord-est și satul Roșu (comuna Chiajna) la sud-vest. În subsidiar lacul permite realizarea unei zone de agrement în cartierul Crângași și permite asigurarea unui debit de scurgere salubră pe Dâmbovița în capitală.
Lacul a fost realizat printr-un baraj de 15 m înălțime, cu un corp central de beton, prelungit cu diguri de pământ longitudinale cu o lungime totală de 7 km. Volumul lacului este de 14,7 milioane m³, având o tranșă de atenuare a viiturilor de 1,6 milioane m³, peste nivelul normal de retenție. (După alte surse, Lacul Morii are H= 19,00 m și V=18,70 mil. mc) Volumul efectiv pentru atenuarea viiturilor poate fi mărit prin realizarea de pregoliri, în perioadele în care se prognozează apariția unor viituri.
Realizarea lacului peste zona mlăștinoasă din Giulești, în apropierea unei zone urbane a necesitat dezafectarea unor folosințe existente, printre care demolarea unei biserici la care se ajungea peste un pod peste mlaștină și dezafectarea unui cimitir.

## Insula Îngerilor
În partea de nord a lacului se află „Insula Îngerilor”, de fapt o peninsulă cu o suprafață de 32.723 m² , legată de malul lacului printr-un istm îngust de pământ. În 2011, câțiva voluntari au plantat aici 475 copaci.
Pe Insula Îngerilor au fost organizate câteva concerte mari de muzică.

## Sporturi acvatice, spectacole, concerte și festivaluri la Lacul Morii
Lacul este folosit ca o zonă de recreere și există concursuri de scutere, bărci cu pânze și spectacole, inclusiv spectacole de tip Air-Show.  Festivalul de Muzică "Coke Live" și alte concerte au fost organizate în zona Lacului Morii.  Windsurf este foarte popular pe Lacul Morii, există cursuri de windsurf pe lac , Ski pe apa, skijet și alte sporturi de apă sunt, de asemenea, populare.
Lacul Morii este menționat în poezia Pe Lacul Morii de Ana Blandiana.

## Proiecte pentru Lacul Morii
Există proiecte pentru a face Lacul Morii o destinație de călătorie. Există, de asemenea, proiecte pentru a face Lacul Morii o modernă zona rezidentială, comercială și de afaceri. Un alt proiect este un tunel de autostradă care va face legătura între Lacul Morii și Centrul Civic (Piața Unirii) și autostrada A1.
Pe Lacul Morii a inceput in februarie 2025 o campanie de remenajare totala.
„Zona va fi transformată, lacul va căpăta un aspect natural (acum are un aspect industrial), insula va fi amenajată pentru plajă, activități culturale și va avea mulți arbori și parțial va fi adusă la nivelul apei, ca sa ne putem bucura de apă. Vor fi salvamari, pontoanele vor fi amenajate pentru sporturi nautice fără motor și locul va primi multă viață”, spune Ciucu, primarul in functie al sectorului 6.